# Пустогород
Пустогород (укр. Пустогород) — село, Пустогородский сельский совет, Глуховский район, Сумская область, Украина.
Код КОАТУУ — 5921585201. Население по переписи 2001 года составляло 415 человек.
Является административным центром Пустогородского сельского совета, в который, кроме того, входят сёла Смыкаревка, Смолино и Ходуня.

## Географическое положение
Село Пустогород находится на берегу реки Быки, в месте впадения её в реку Смолянка. На противоположном берегу реки Смолянка — село Смолино. На реке несколько запруд.
Рядом проходит автомобильная дорога М-02 (E 101).

## История
- На территории села Пустогород обнаружены остатки городища периода Киевской Руси.

## Экономика
- Сельхозпредприятие «Заря».

## Объекты социальной сферы
- Школа.
- Дом культуры.
- Фельдшерско-акушерский пункт.

## Достопримечательности
- Братская могила советских воинов. Похоронены танкисты: капитан Шпаковский Михаил Иосифович и сержант Гошев Николай Петрович.